# Berg (Wuppertal)
Berg ist eine Ortschaft in der bergischen Großstadt Wuppertal.

## Lage und Beschreibung
Berg liegt im Osten des Wohnquartiers Sudberg im Stadtbezirk Cronenberg auf einer Höhe von 130 bis 160 m ü. NHN im Morsbachtal an der durch den Fluss gebildeten Stadtgrenze zu Remscheid.
Nachbarorte sind Heidt und Häusgen auf dem westlich gelegenen Höhenzug sowie Aue (zu Remscheid) im Tal. Im Ort befinden sich zahlreiche Fachwerkhäuser.
Im Tal verläuft die Landesstraße 216, die hier den Namen Morsbachtalstraße trägt.
Neben anderen Wanderwegen führen der Bergische Weg (SGV-Hauptwanderstrecke X29) und der im Rahmen der Regionale 2006 eingerichtete Erlebnisweg Morsbach durch die Ortschaft.

## Geschichte
Der Ort geht auf die Ansiedlung von vier wassergetriebenen Schleifkotten zurück, von denen der erste im Jahr 1598 erstmals urkundlich erwähnt wurde. Die letzte der Schleifereien wurde bis 1974 betrieben, dann wurde er zugunsten einer Schlosserei mit angegliedertem Schrottplatz aufgegeben.
Durch das Morsbachtal verlief parallel zu der Morsbachtalstraße die Ronsdorf-Müngstener Eisenbahn, die in erster Linie dem Transport der Rohstoffe bzw. Fertigwaren der Betriebe diente.